# Movimiento medio diario
En astronomía el Movimiento medio diario que se representa con la letra, n, es la velocidad angular de un astro en una órbita elíptica, medido en grados o radianes por día.
Se determina con la fórmula:
n = 2 × π / P
donde P es el período en días solares medios y n está en radianes por día. También n=360°/P y entonces n se expresa en grados por día.
Por la tercera ley de Kepler:
P = 2 × π × a3/2 / (G × (M + m))1/2
donde G es la Constante de gravitación universal, cuyo valor es 6,67 × 10-11 en el sistema de unidades MKS; M es la masa del objeto alrededor del cual orbita el astro de masa m; a es el semieje mayor de la órbita elíptica.

## Simplificaciones en órbitas en torno al sol
Para planetas del Sistema Solar podemos utilizar unas unidades especiales y que son el tiempo en años, el semieje mayor en UA y las masas de los cuerpos en masas solares. En este sistema y para los planetas, si hacemos la aproximación de que la masa del objeto que orbita es despreciable en comparación con la del Sol (M = 1)se cumple:
P=a3/2
En vez de P en años, lo podemos expresar en días si multipliamos por P0= 365,2422 que es la duración del año en la Tierra.
P= P0 × a3/2
de modo que el movimiento medio de cualquier planeta, cometa o asteroide vale:
n = k/a3/2
donde k es la constante de Gauss, o el movimiento medio diario de la Tierra cuyo valor es 0,01720209895 radianes/día o 0,9856076686 grados/día;
El movimiento medio de un planeta es el mismo que tendría un planeta ficcticio que girase con velocidad angular uniforme por una órbita circular y con un radio igual al semieje mayor de la elipse.

### Ejemplo
El cometa Halley (1P/=1986 U1) tiene un semieje mayor:
a = 17,94163127 UA (época 19/2/1986)
Por lo tanto su movimiento medio diario es:
n = 0,9856076686/17,941631273/2 = 0,0129614°/día = 2,263541968—04 rad./día
El período de revolución es igual a 27.758,2010709 días.
- Datos: Q9035531